# قردة البليوسين الأولية
قردة البليوسين الأولية (تسمية ثنائية:†Propliopithecidae) هي فصيلة منقرضة من النسناسيات نازلة الأنف التي عاشت خلال الفترة الضُحَوِيّة في مصر.

## التصنيف
- رتية الرئيسيات
  - دون رتبة نسناسيات نازلة الأنف
    - فوق فصيلة قريبات قردة البليوسين الأولية
      - فصيلة قردة البليوسين الأولية [2]
        - جنس القرد المصري
          - القرد المصري الزيوكسي

        - جنس قرد الأوليغوسين
          - قرد الأوليغوسين السافاجي

        - جنس قرد البليوسين الأولي
          - قرد البليوسين الأولي الأنكلي
          - قرد البليوسين الأولي
          - قرد البليوسين الأولي الهاكلي